# Feria de Madrid

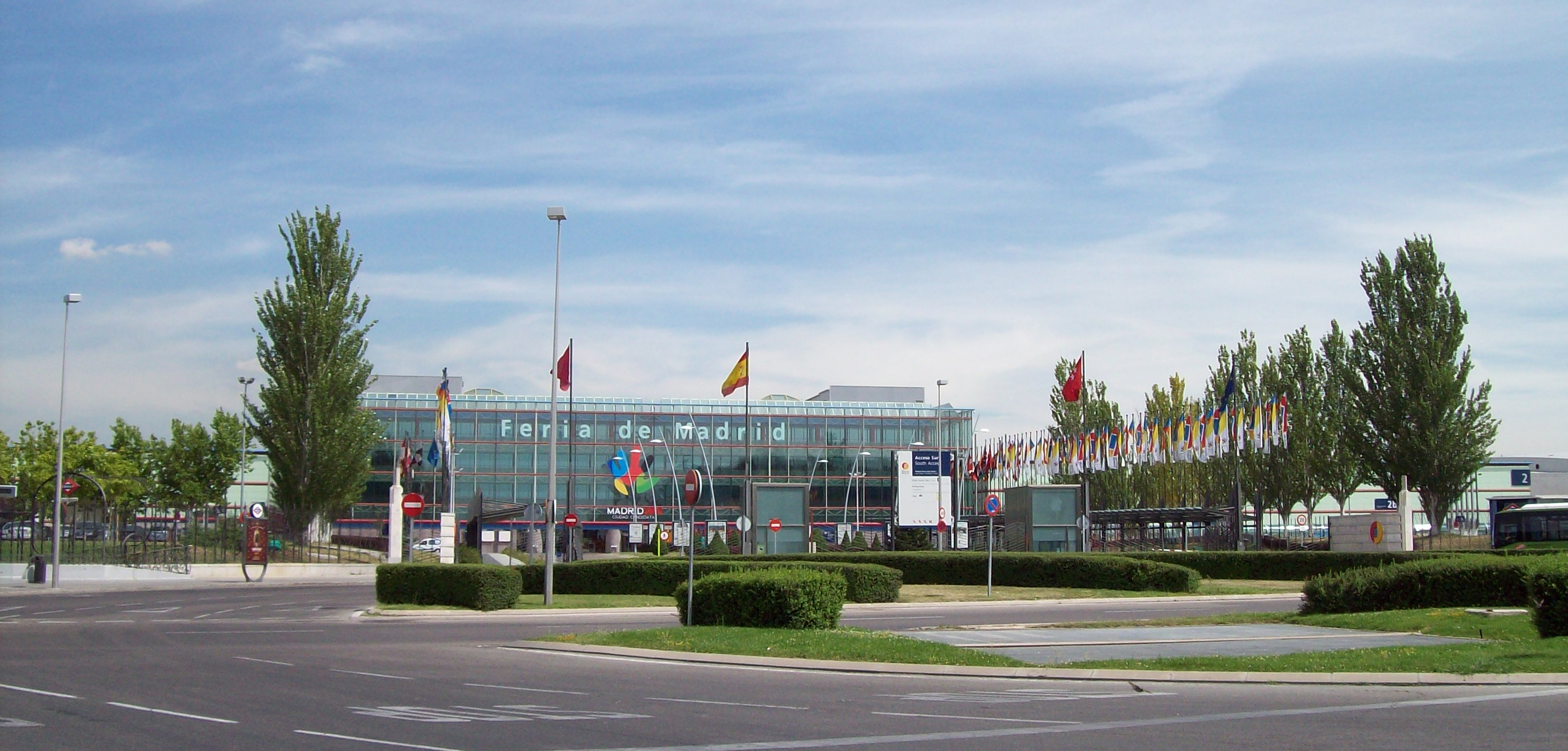
Haupteingang, Feria de Madrid

Feria de Madrid ist der führende Messeplatz in Spaniens Hauptstadt Madrid. Die Messe ist allgemein bekannt unter IFEMA, die sowohl als Veranstalter als auch als Geländebetreiber fungiert. Feria de Madrid liegt rund 10 Minuten von Madrids größtem Flughafen Barajas entfernt und hat eigene U-Bahn- und Autobahnanbindungen.

## Beschreibung
Die Madrider Messegesellschaft IFEMA (Institución Ferial de Madrid) wurde 1980 von der Autonomen Region Madrid gemeinsam mit dem Stadtrat, der Industrie- und Handelskammer und der Sparkasse Caja Madrid gegründet. Nach ihrer Gründung betrieb IFEMA zunächst ein kleines Messegelände, das in der Grünanlage „Casa de Campo“ nahe dem Stadtzentrum lag.
Das 1991 neu eröffnete IFEMA-Messegelände verfügt über eine Hallenfläche von 200.000 m². Die letzte Erweiterung um zwei Hallen mit insgesamt 50.000 m² erfolgte 2007. Mit einer Gesamtfläche von 970.000 m² und den insgesamt 12 Hallen erreicht Madrid eine Größe wie etwa Bologna Fiere in Italien oder das SNIEC (Shanghai New International Expo Centre).
IFEMA ist Mitglied beim spanischen Messeverband AFE, beim europäischen Verband EMECA (European Major Exhibition Centres Association) sowie beim Weltverband der Messewirtschaft UFI.

## Daten
43 der 70 Messen, die im Jahr 2012 auf dem Messegelände Feria de Madrid stattfanden, veranstaltete IFEMA selbst, so dass der Anteil der Gastveranstaltungen bei 38 % lag. Mit 56 Messen war die Mehrzahl der Messen an Fachbesucher gerichtet. Rund 14.800 Aussteller buchten auf 77 Messen und Kongressen mit begleitender Ausstellung eine Fläche von ca. 665.000 m² und zogen knapp 2,4 Millionen Besucher auf das Messegelände. Aufgrund der wirtschaftlichen Lage stehen 2014 nur 65 Messen im Kalender von Madrid, darunter 21 Gastveranstaltungen. Im September 2014 findet auch wieder die Modemesse Mercedes-Benz Fashion Week Madrid statt.
Ab 2026 findet auf dem Madrid Street Circuit, einer semi-permanenten Rennstrecke die durch das Messegelände führt, für vorerst 10 Jahre ein Lauf zur Formel-1-Weltmeisterschaft statt.